# Архиепархия Санта-Фе-де-Антиокии

Герб архиепархии Санта-Фе-де-Антиокии

Архиепархия Санта-Фе-де-Антиокии (лат. Archidioecesis Sanctae Fidei de Antioquia) — епархия Римско-Католической церкви с центром в городе Санта-Фе-де-Антиокия, Колумбия. В митрополию Санта-Фе-де-Антиокии входят епархии Апартадо, Истмины-Тадо, Кибдо, Санта-Роса-де-Ососа. Кафедральным собором архиепархии Санта-Фе-де-Антиокии является церковь Успения Пресвятой Девы Марии.

## История
31 августа 1804 года Святой Престол учредил епархию Антиокии, выделив её из епархий Картахены (сегодня — Архиепархия Картахены), Попаяна (сегодня — Архиепархия Попаяна) и архиепархии Санта-Фе в Новой Гранаде (сегодня — Архиепархия Боготы). В этот же день епархия Антиокии вошла в митрополию Санта-Фе в Новой Гранаде.
14 февраля 1868 года Святой Престол упразднил епархию Антиокии, а её территорию передал новой епархии Медельина (сегодня — Архиепархия Медельина). 29 января 1873 года Римский папа Пий IX издал буллу «Super oecumenica», которой восстановил епархию Антиокии, выделив её из епархии Медельина.
24 февраля 1902 года епархия Антиокии вошла в митрополию Медельина.
28 апреля 1908 года епархия Антиокии передала часть своей территории новой апостольской префектуре Чоко (упразднена в 1952 году).
5 февраля 1917 года Римский папа Бенедикт XV издал буллу «Quod catholicae», которой передал часть территории Антиокии новой епархии Санта-Роса-де-Ососа и объединил епархию Антиокии с епархией Херико. После этого объединения была создана новая епархия Анитокии-Херико.
3 июля 1941 года Римский папа Пий XII издал буллу «Universi dominici gregis», которой разделил епархию Антиокии-Херико на епархию Антиокии и епархию Херико.
14 ноября 1952 года епархия Антиокии передала часть своей территории для образования нового апостольского викариата Кибдо (сегодня — Епархия Кибдо).
18 июня 1988 года епархия Антиокии передала часть своей территории для возведения новой епархии Апартадо. В этот же день епархия Антиокии была преобразована в архиепархию Санта-Фе-де-Антиокии.

## Ординарии архиепархии
- епископ Fernando Cano Almirante O.F.M.Obs.[1] (21.03.1818 — 19.12.1825) — назначен епископом Канарских островов;
- епископ Mariano Garnica y Orjuela O.P.
- епископ José María Esteves (1834);
- епископ Juan de la Cruz Gómez y Plata (24.07.1835 — 1.12.1850);
- епископ Domingo Antonio Riaño Martínez (13.01.1854 — 20.07.1866);
  - Sede soppressa (1868—1872);
- епископ Joaquín Guillermo González (21.03.1873 — 2.06.1883);
- епископ Jesús María Rodríguez Balbín (9.08.1883 — 30.07.1891);
- епископ Juan Nepomuceno Rueda (30.01.1892 — 1900);
- епископ José María Villalba (25.09.1900 — 4.08.1901);
- епископ Manuel Antonio López de Mesa (30.05.1902 — 15.05.1908);
- епископ Maximiliano Crespo Rivera (10.10.1911 — 7.02.1917) — назначен епископом Санта-Роса-де-Ососа;
- епископ Francisco Cristóbal Toro Correa (8.02.1917 — 16.11.1942);
- епископ Luis Andrade Valderrama O.F.M. (16.06.1944 — 9.03.1955);
- епископ Guillermo Escobar Vélez (1.04.1955 — 28.07.1969);
- архиепископ Eladio Acosta Arteaga C.I.M. (6.03.1970 — 10.10.1992);
- архиепископ Ignacio José Gómez Aristizábal (10.10.1992 — 12.01.2007);
- архиепископ Orlando Antonio Corrales García (12.01.2007 — .05.2022, в отставке);
- архиепископ Hugo Alberto Torres Marín (25.01.2023 — по настоящее время).

## Источник
- Annuario Pontificio, Libreria Editrice Vaticana, Città del Vaticano, 2003, ISBN 88-209-7422-3  (лат.)
- https://archive.org/stream/piiixpontificis01ixgoog#page/n355/mode/1up Декрет Apostolici ministerii], Pii IX Pontificis Maximi Acta. Pars prima, Vol. V, Romae 1871, стр. 359  (лат.)
- Булла Super oecumenica, Pii IX Pontificis Maximi Acta. Pars prima, Vol. VI, Romae 1874, стр. 138  (лат.)
- Булла Quod catholicae Архивная копия от 3 марта 2016 на Wayback Machine, AAS 13 (1921), стр. 457  (лат.)
- Булла Universi dominici gregis Архивная копия от 2 февраля 2020 на Wayback Machine, AAS 33 (1941), стр. 410  (лат.)
- Konrad Eubel, Hierarchia Catholica Medii Aevi, vol. 7, pp. 80–81; vol. 8, pp. 109–110  (лат.)
- Santa Fe de Antioquia, 2002  (исп.)